# Astragalus collenettiae
Astragalus collenettiae là một loài thực vật có hoa trong họ Đậu. Loài này được Hedge & Podlech miêu tả khoa học đầu tiên.